# Силина, Алла Ивановна
Алла Ивановна Силина (28 апреля 1926, Невьянск, Свердловский округ, Уральская область, РСФСР, СССР — 17 апреля 1986, Невьянск, Свердловская область, РСФСР, СССР) — советский хозяйственный, государственный и политический деятель, Герой Социалистического Труда.

## Биография
Родилась 28 апреля 1926 года в Невьянске. Член КПСС с года.
С 1942 года работала на заводе в Свердловске.
В 1954 году с отрядом добровольцев прибыла на Алтай для освоения целинных земель. Участвовала в строительстве совхоза «Комсомольский» Павловского района. Позже работала там секретарем комсомольской организации, заведующая детским садом. 
Бригадир совхоза «Светлый путь» Первомайского района Алтайского края, бригадир птицеводческой бригады фабрики «Молодежная» (до 1981 года).
Указом Президиума Верховного Совета СССР от 8 апреля 1971 года присвоено звание Героя Социалистического Труда с вручением ордена Ленина и золотой медали «Серп и Молот».
Избиралась депутатом Верховного Совета РСФСР 9-го созыва.
Умерла 17 апреля 1986 года, похоронена на городском кладбище Невьянска.